# Leon Wiśniewski (działacz komunistyczny)
Leon Wiśniewski (ur. 3 lipca 1900 we Włocławku, zm. ?) – polski działacz komunistyczny i partyjny, w 1956 I sekretarz Komitetu Wojewódzkiego Polskiej Zjednoczonej Partii Robotniczej w Bydgoszczy.

## Życiorys
Syn Władysława. Od 1932 należał do Komunistycznej Partii Polski, za co od 1937 do 1939 był więziony. Od 1945 członek Polskiej Partii Robotniczej, następnie od 1948 Polskiej Zjednoczonej Partii Robotniczej. Od 1945 był instruktorem w Komitecie Miejskim PPR we Włocławku, następnie od 1946 do 1949 asystentem w Wojskowej Szkole Partyjnej w Bydgoszczy. W latach 1950–1955 kierownik Wojewódzkiego Ośrodka Szkolenia Partyjnego w Bydgoszczy. Od 6 listopada do 20 grudnia 1956 pozostawał I sekretarzem KW w Bydgoszczy na fali odwilży październikowej.